# Лачес
Лачес (італ. Laces) — муніципалітет в Італії, у регіоні Трентіно-Альто-Адідже,  провінція Больцано.
Лачес розташований на відстані близько 540 км на північ від Рима, 65 км на північ від Тренто, 40 км на захід від Больцано.

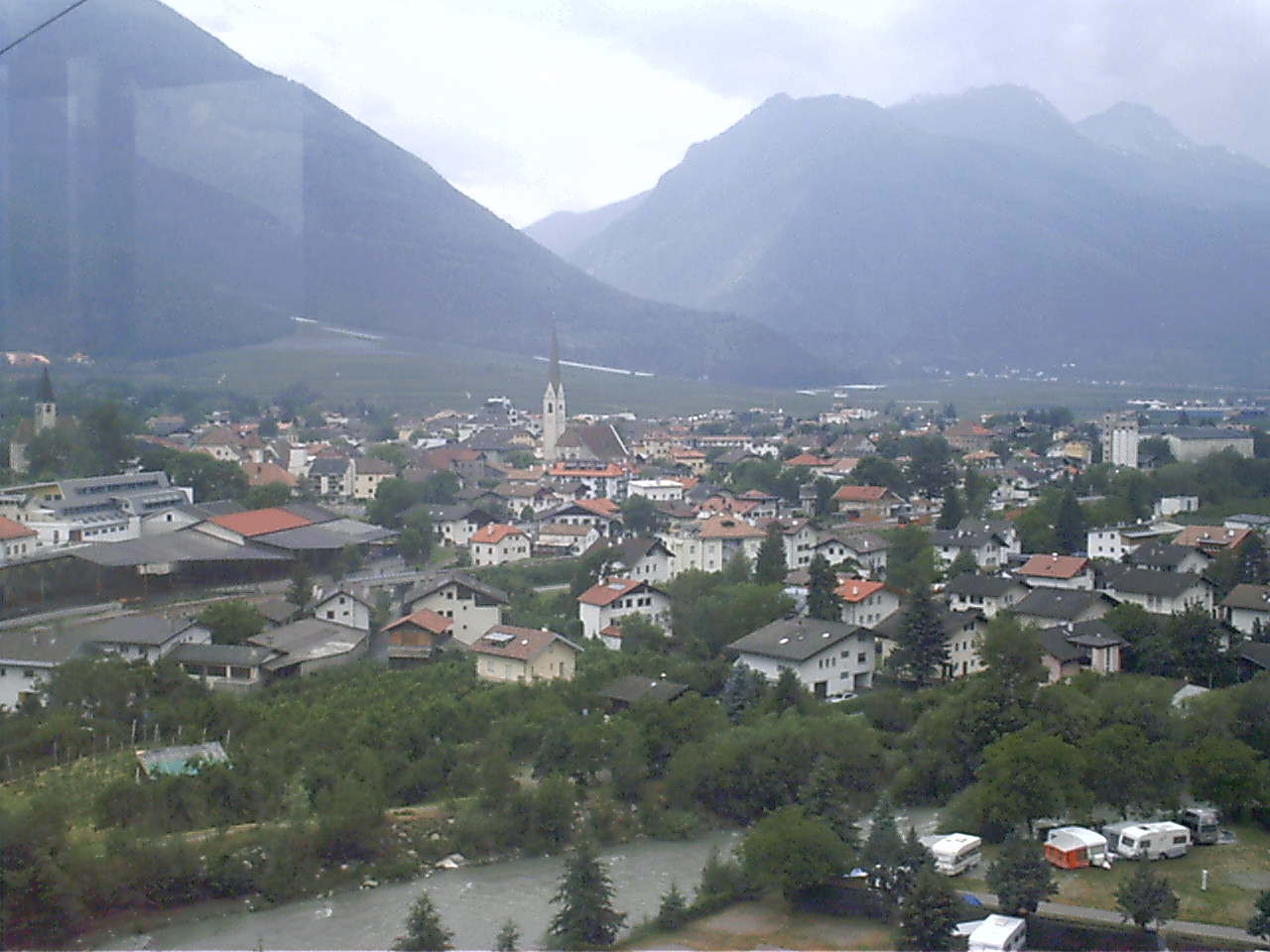

Населення — 5183 особи (2014).

## Демографія
Населення за роками:

Станом на 1 січня 2023 року в муніципалітеті офіційно проживало 500 іноземців з 43 країн, серед них 239 громадян країн Євросоюзу та 8 громадян України.

## Сусідні муніципалітети
- Кастельбелло-Чіардес
- Мартелло
- Сеналес
- Сіландро
- Ультімо